# Haliotis sorenseni
Haliotis sorenseni (em inglês white abalone) é uma espécie de molusco gastrópode marinho pertencente à família Haliotidae. Foi classificada por Bartsch, em 1940. É nativa do nordeste do oceano Pacífico, em águas rasas da costa oeste da América do Norte.
Abalones têm sido utilizados nesta área desde que o Homem chegou. Os americanos nativos comiam a carne de abalone, utilizando conchas inteiras como tigelas e pedaços de conchas para uso em anzóis, raspadores, miçangas, colares e decorações; até mesmo fazendo permutas com as conchas. Sete espécies são descritas na região: Haliotis corrugata, H. cracherodii, H. fulgens, H. kamtschatkana, H. rufescens, H. sorenseni e H. walallensis.

## Descrição da concha
Concha fina e leve, oval, com até 25 centímetros, altamente arqueada. Exteriormente marrom-avermelhada ou esverdeada. Sua escultura de costelas espirais não raro se apresenta coberta por algas e tubos de organismos marinhos. Os furos abertos na concha, de 3 a 5, são elevados e sua região interna se apresenta madreperolada, iridescente, com um brilho principalmente em rosa, tipicamente com nenhuma cicatriz muscular; e se presente, pouco diferenciada. Lábio externo se estendendo sobre a área madreperolada, bastante fino e normalmente formando uma borda vermelha.

## Distribuição geográfica
Haliotis sorenseni ocorre em águas rasas, em profundidades de 5 até 45 metros, mas geralmente fora da costa, entre 25 e 30 metros, em áreas rochosas do nordeste do oceano Pacífico, não sendo encontrada ao norte de Point Conception e apenas ocasionalmente em Point Dume, Palos Verdes e San Diego; mais abundante entre as ilhas do canal, em Santa Catalina, Santa Cruz, Santa Bárbara, San Clemente (Califórnia, Estados Unidos); também ocorrendo na Bahía Tortugas, Los Coronados e ilha de Cedros, na península da Baixa Califórnia (no oeste do México).

## Pesca e conservação
Esta espécie tem uma das carnes mais suaves dentre os tipos comercializados de abalone, porém sua pesca para a indústria de alimentos nos Estados Unidos se desenvolveu tarde devido a seu habitat de profundidade. Desembarques de pesca são relatados em 1968, com seu pico em 1972 e diminuição em seguida, até seu encerramento em 1993. Com sua densidade ainda em diminuição, por sua baixa reprodutibilidade e predação sobre a espécie, pesquisas foram realizadas para avaliar melhor o estado da população e explorar possibilidades de recolha de amostras para um programa de reprodução em cativeiro. Em maio de 2001, ele se tornou o primeiro invertebrado marinho a receber proteção federal nos Estados Unidos como uma espécie em extinção. O molusco também é afetado por uma síndrome cujo agente é uma bactéria denominada Candidatus Xenohaliotis californiensis.